# Le Secret de Chanda
Pour plus de détails, voir Fiche technique et Distribution.
Le Secret de Chanda (Life, Above All) est une coproduction germano-sud-africaine, réalisée par Oliver Schmitz en 2010. Le film a été présenté au 63e Festival de Cannes 2010, dans la section Un certain regard. Il évoque le drame du sida, qui affecte notamment les populations d'Afrique du Sud.

## Synopsis
Chanda, une adolescente de douze ans, doit affronter deux deuils : celui de sa sœur, Sara, décédée à l'âge d'un an, puis celui de sa mère, atteinte d'une grave maladie. Contrainte de se débrouiller seule, Chanda se heurte au mur du silence bâti autour d'elle et de sa famille. Elle cherche à en comprendre les raisons et devine qu'elles sont en relation avec la mort de ses proches. Elle doit donc livrer un combat pour connaître la vérité...

## Fiche technique
- Titre : Le Secret de Chanda
- Titre original : Life, Above All
- Réalisation : Oliver Schmitz
- Scénario : Dennis Foon et Oliver Schmitz, d'après le roman du même nom d'Allan Stratton
- Photographie : Bernhard Jasper
- Musique : Ali N. Askin
- Montage : Dirk Grau
- Décors : Christiane Roth
- Costumes : Nadia Kruger
- Production : Oliver Stolz pour Joint Venture Filmproduction / Senator Film Produktion / Enigma Pictures / Niama Film
- Durée : 106 minutes
- Genre : Film dramatique
- Pays d'origine :  Afrique du Sud /  Allemagne
- Dates de sortie : 
  -  France : 18 mai 2010 (Festival de Cannes)
  -  France : 1er décembre 2010
  -  Belgique : 25 mai 2011

## Distribution
- Khomotso Manyaka : Chanda
- Lerato Mvelase : Lillian
- Tinah Mnumzana : Aunt Lizbet
- Harriet Manamela : Mrs. Tafa
- Keaobaka Makanyane : Esther

## Récompense
- Black Film Critics Circle 2011 : Meilleur documentaire